# Bow (Mid Devon)
Bow – wieś i civil parish w Anglii, w hrabstwie Devon, w dystrykcie Mid Devon. Leży 22 km na północny zachód od miasta Exeter i 270 km na zachód od Londynu. W 2011 roku civil parish liczyła 1247 mieszkańców.